# パラノビチ・ノルバート
パラノビチ・ノルバート（ハンガリー語: Palanovics Norbert、英語: Norbert Palanovics ノルバート・パラノビチ、1978年12月 - ）は、ハンガリーの実業家。ペーチ出身。母国語のハンガリー語に加えて、日本語、英語、スペイン語、ドイツ語に堪能。2016年12月7日から2023年9月30日まで、駐日大使を務めた。

## 日本との関係
2002年、関西外国語大学に留学してアジア学を専攻。2004年から2008年にかけて、名古屋大学大学院国際開発研究科に留学して博士課程を修了し、博士（学術）の学位を取得した。
2008年、自身を代表者として、ハンガリーの大手食肉製造会社ピックセゲドの日本支社「ピックサラミハンガリー株式会社」を東京都港区に設立した。その後、母校の名古屋大学に招かれて客員教授に就任。
2016年、駐日大使を拝命。同年12月7日、皇居で信任状を捧呈して正式に大使に就任した。2018年5月22日、自民党動画チャンネル「CafeSta（カフェスタ）」が配信する武井俊輔司会の番組「ディスカバーワールドin Cafesta」に出演。
2017年1月10日、安倍晋三内閣総理大臣が日本語を話す駐日各国大使22名を総理公邸に招いて昼食会を主催したが、パラノビチ大使も参加した各国大使のうちの一人であった。これは前年度（2015年12月15日）から始まった恒例の昼食会であり、第3回（2017年12月18日）、第4回（2018年12月14日）、第5回（2020年1月8日）の昼食会にもパラノビチ大使が参加している。
2019年10月22日、皇居正殿松の間で今上天皇の即位礼正殿の儀が執り行われ、アーデル・ヤーノシュ大統領及びヘルツェグ・アニタ夫人と共に参列した。
2019年12月9日、日本・ハンガリー外交関係開設150周年事業の認定事業一環として、パラノビチ大使が在外公館長を務める駐日ハンガリー大使館がハンガリー文化センター東京を新たに設置した。
2023年9月30日、大使を離任し、10月1日付でTDK戦略本部広報グループゼネラルマネージャーに就任。同年名古屋大学国際交流貢献顕彰受賞。

### テキスト
- Proactive steps for steady post-pandemic growth （英語） - 2021年10月23日
- Building upon willpower and creativity （英語） - 2020年10月23日
- Going beyond the marvels of numbers （英語） - 2019年10月23日
- Focusing on IT and R&D for Industry Revitalization （英語） - 2019年7月30日
- Stability the key to leadership in the heart of Europe （英語） - 2018年10月23日
- Courage needed to realize dreams （英語） - 2017年10月23日

### 動画
- Navi 特別インタビュー　駐日ハンガリー大使 パラノビチ・ノルバート of 公益社団法人 国際経済交流協会 - 2017年5月
- 琴平メイのTheWorldMushicShip　ハンガリー編 - YouTube
- 駐日ハンガリー大使　パラノビチ・ノルバート閣下（1） - YouTube、同（2） - YouTube
- 【CafeSta】ディスカバーワールドin Cafesta ゲスト：パラノビチ・ノルバート駐日ハンガリー大使　司会：武井俊輔NM局次長（2018.5.22） - YouTube

| 公職                              | 公職                               | 公職                            |
| --------------------------------- | ---------------------------------- | ------------------------------- |
| 先代 セルダヘイ・イシュトヴァーン | 駐日ハンガリー大使 2016年 - 2023年 | 次代 オルネル＝バーリン・アンナ |